# Giuseppe Campori
Il marchese Giuseppe Campori (Modena, 17 gennaio 1821 – Modena, 19 luglio 1887) è stato un letterato, politico e storico dell'arte italiano.

## Biografia
Giuseppe, figlio del marchese Carlo Campori e della contessa Marianna Bulgarini, apparteneva a una delle più illustri famiglie modenesi, attestata fin dal XV secolo. Nel 1829 iniziò gli studi nel prestigioso Collegio San Carlo, dove già era entrato il fratello maggiore Cesare, avendo come insegnanti il fisico Stefano Marianini e il poeta Giuseppe Riva. Terminati gli studi compì una serie di viaggi (a Roma, Napoli, Venezia e più tardi a Firenze), prima di sostare a Vienna per otto mesi come parte dell'entourage dell’arciduca Massimiliano di Austria-Este, fratello del duca Francesco IV. Il lungo soggiorno viennese portò alla prima di una lunga serie di biografie d’artista: Delle opere di pittori modenesi che si conservano nella Imperiale Galleria del Belvedere in Vienna.
Sul modello dell'Archivio storico italiano, con cui collaborava dal 1846, Campori fondò nel 1851 l'Annuario storico modenese che sfortunatamente si fermò al primo numero. Risale a questi anni la gestazione di una delle sue opere più importanti: Gli artisti italiani e stranieri negli Stati Estensi, edito a Modena nel 1855. Il volume offre il catalogo dei principali artisti vissuti o comunque attivi nei territori del ducato estense, con preziose ed inedite notizie documentarie. Sempre in quell’anno, il 1855, Campori compì un lungo viaggio in Francia e in Inghilterra, dove lo colpì una grave malattia polmonare, che lo avrebbe accompagnato fino alla morte nel 1887. Il 4 giugno 1847 divenne socio dell'Accademia delle scienze di Torino.
In seguito all’annessione di Modena allo Stato sabaudo nel 1860, il marchese fu eletto nel primo Parlamento italiano come rappresentante del collegio cittadino e, successivamente, ricoprì la carica di sindaco per due mandati. Alla sua attività politica e scientifica si accompagnò quella collezionistica, una passione che lo portò a raccogliere un vasto numero di carte autografe, quadri, opere d’arte, libri a stampa e manoscritti. L’importanza accordata alle testimonianze documentarie, perno della sua ricerca, è ribadita da due opere pubblicate da Campori alla fine degli anni ’60: le Lettere artistiche inedite del 1866 e la Raccolta di cataloghi ed inventari inediti di quadri, statue, disegni, bronzi ecc. dal sec. XV al sec. XIX (1870). La solerzia archivistica e lo sforzo enciclopedico testimoniati dai suoi scritti ne fanno il degno erede della più alta erudizione cittadina e lo collocano nel solco storiografico di Lodovico Antonio Muratori e Girolamo Tiraboschi. 
Negli ultimi anni della sua vita, la ricerca scientifica proseguì parallelamente alla sua attiva partecipazione alle istituzioni culturali cittadine, come l’Accademia Nazionale di Scienze Lettere ed Arti e la Deputazione di Storia Patria, delle quali fu presidente dal 1874 alla sua morte. Il suo sincero spirito civico e l’impegno nella riscoperta e preservazione della memoria patria sono sancite dalle sue ultime volontà, espresse nel 1884, quando era ancora in vita, e poi con atto postumo del 1887, con cui legava il suo cospicuo patrimonio di carte e opere d’arte alla città di Modena. Così alla Biblioteca Poletti giunse una parte della ricca collezione di disegni e delle stampe, insieme ai libri d’arte e ai relativi scaffali; alla Biblioteca Estense fu destinata la raccolta di carte autografe e manoscritti; al Museo Civico e alla Galleria Estense le miniature, i disegni e i quadri tra cui la celebre Madonna Campori del Correggio.

## Opere principali
La bibliografia di Giuseppe Campori conta oltre duecento pubblicazioni, tra opuscoli, monografie e contributi apparsi sulle principali riviste del tempo, tra le quali l’Annuario storico modenese, l’Archivio storico, gli Atti della Deputazione di Storia Patria, l’Indicatore modenese, le Memorie dell’Accademia di Scienze Lettere ed Arti di Modena, il Giornale Storico della Letteratura Italiana, la Gazette des Beaux-Arts di Parigi. Angelo Namias nel 1893 raccoglieva ed enumerava la sua vasta produzione scientifica e letteraria classificandola in «Arti Belle», «Arti Minori», «Letteratura», «Scienze Diverse», «Storia e Politica», «Questione Universitaria», «Racconti» e «Varia» . Tra le opere principali di Giuseppe Campori, si contano:
- Alcune poesie inedite di Alessandro Tassoni, a cura di Giuseppe Campori, Modena, Vincenzi e Rossi, 1843;
- Delle opere di pittori modenesi che si conservano nella Imperiale Galleria del Belvedere in Vienna, in «Strenna Modenese», I, 1844, pp. 5-15;
- Di alcune opere artistiche esposte nella Reale Accademia di belle arti in Modena, in «Strenna Modenese», II, 1844;
- Delle opere di pittori modenesi che si conservano nella Galleria degli Uffizi in Firenze, in «Strenna Modenese», II, 1844, pp. 46-61;
- Appunti intorno a L.A. Muratori, in «Indicatore modenese», I, 1851;
- Appunti intorno Alessandro Tassoni, in «Indicatore modenese», II, 1852;
- Racconti artistici, Firenze, Tip. Galileiana di Cellini, 1852;
- Gli artisti italiani e stranieri negli Stati estensi: catalogo storico corredato di documenti inediti, Modena, Tipografia della R. D. Camera, 1855;
- Notizie inedite delle relazioni tra il cardinale Ippolito d’Este e Benvenuto Cellini, Modena, Tipografia degli Eredi Soliani, 1862;
- Notizie inedite di Raffaello da Urbino tratte da documenti dell'archivio palatino di Modena, in «Atti e memorie delle Deputazioni di storia patria per le provincie modenesi e parmensi», ser. I, t. I, 1863, pp. 111-147;
- Due lettere inedite di Giorgio Trissino e altri documenti relativi, in «Atti e Memorie delle RR. Deputazioni di storia patria per le provincie modenesi e parmensi», ser. I, t. II, 1864, pp. 323-324;
- Notizie della manifattura estense della maiolica e della porcellana del XVI secolo, in «Memorie della R. Accademia di scienze, lettere ed arti in Modena», ser. I, t. V, 1864, pp. 3-40;
- Nuovi documenti per la vita di Leonardo da Vinci, in «Atti e memorie delle RR. Deputazioni di storia patria per le provincie modenesi e parmensi», ser. I, t. III, 1865, pp. 43-51;
- Studi intorno la vita di Lodovico Ariosto, in «Memorie della R. Accademia di Scienze, Lettere ed arti in Modena», ser. I, t. VII, 1866, pp. 53-133;
- Testamento di Girolamo Tiraboschi, in «Atti e Memorie delle Deputazioni di storia patria per le provincie modenesi e parmensi», ser. I, t. III, pp. 465-71;
- Lettere artistiche inedite, Modena, Eredi Soliani, 1866;
- Trentasei Lettere inedite di L. A. Muratori, Bologna, Romagnoli, 1867;
- Raccolta di cataloghi ed inventari inediti di quadri, statue, disegni, bronzi ecc. dal sec. XV al sec. XIX, Modena, Vincenzi, 1870;
- Memorie biografiche degli scultori, architetti, pittori ecc. nativi di Carrara e di altri luoghi della Provincia di Massa, Modena, Vincenzi, 1873;
- Carteggio galileiano inedito con note e appendici, in «Memorie della R. Accademia di Scienze, Lettere ed arti in Modena», ser. I, t. XX, 1881, pp. XXXV-643.